# St. Leonhard (Langenneufnach)

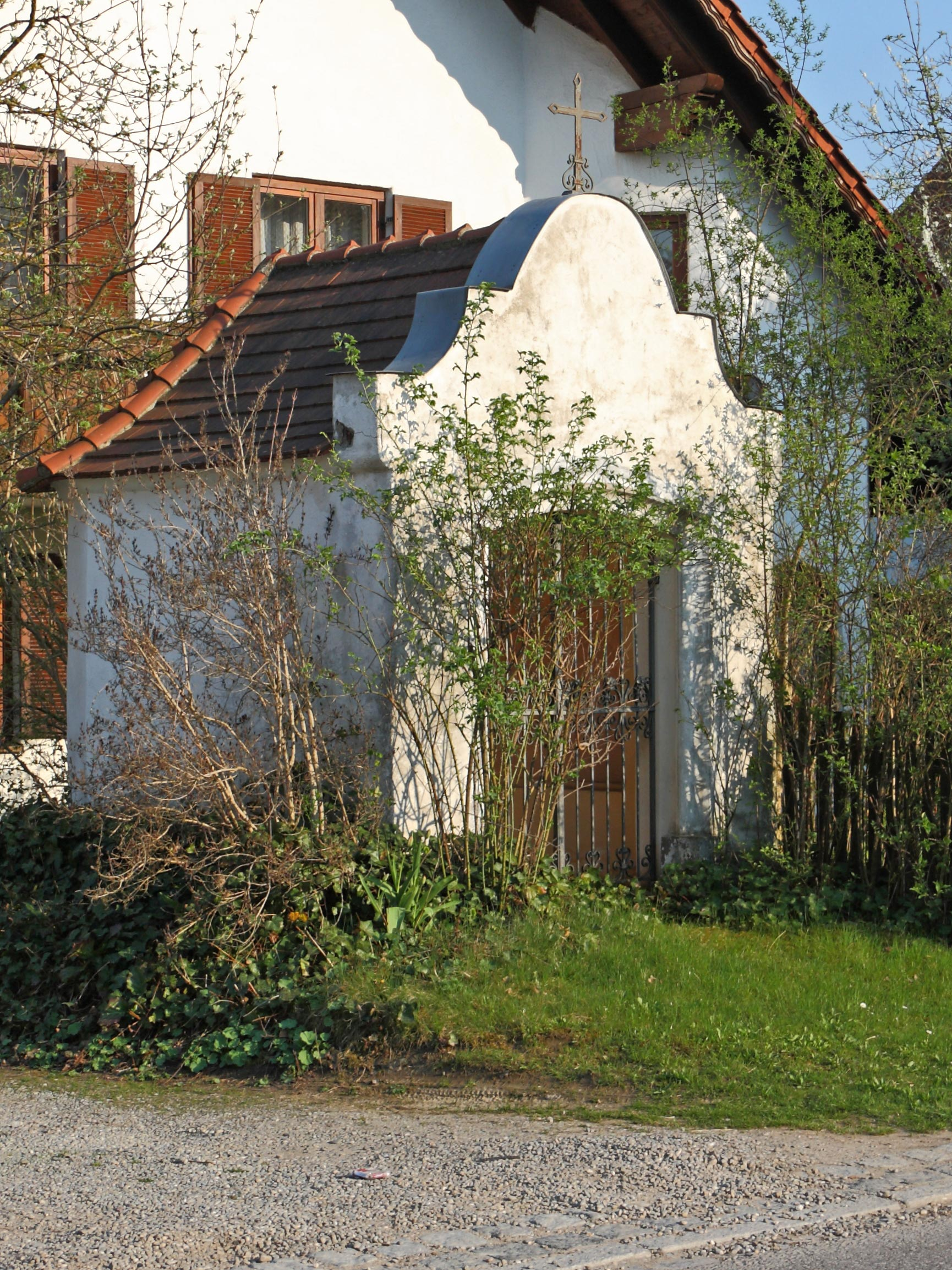
St. Leonhard

Die römisch-katholische Wegkapelle St. Leonhard steht in Langenneufnach im schwäbischen Landkreis Augsburg in Bayern. Das Bauwerk ist in der Liste der Baudenkmäler in Langenneufnach als Baudenkmal unter der Nr. D-7-72-168-1 eingetragen.

## Lage
Die Kapelle steht an der Hauptstraße in Langenneufnach bei der Hausnummer 9.

## Beschreibung
Die Kapelle ist ein Rechteckbau mit dreiseitigem Schluss und einem Schweifgiebel.